# Le Nouvelliste du Morbihan
Le Nouvelliste du Morbihan est un ancien journal quotidien régional de la presse écrite française vendu dans le département du Morbihan de 1883 à 1944, publié à Lorient de 1883 à 1943 puis à Vannes de 1943 à 1944. À la Libération, Le Nouvelliste est réquisitionné le 4 août 1944, suspecté, comme beaucoup d'autres journaux de l'époque, d'acte de collaboration pendant la guerre. Sous le contrôle du Comité départemental de Libération de Vannes, il est remplacé le 6 août 1944 par Le Morbihan Libéré qui devient rapidement La Liberté du Morbihan.

## Histoire
Fondé à Lorient, son premier numéro sort le 25 mars 1883. C'est alors un hebdomadaire publié le samedi dont le prix affiché est de 5 centimes de franc. Fin 1886, il fusionne avec Le Courrier de Bretagne, un bi-hebdomadaire publié à Lorient lui aussi depuis 1859. Le nouveau journal garde le titre Le Nouvelliste du Morbihan et paraît le jeudi et le dimanche. Le journal est alors dirigé par Alexandre Cathrine. Le premier numéro sort le 30 décembre 1886 et garde la date d'origine de la filiation (28e année). Le nouveau prix affiché est de 10 centimes. Le Nouvelliste est un "Organe des        Intérêts du Département - Feuille d’Annonces Judiciaires et Commerciales".
Il paraît trois fois par semaine à partir de 1904. À partir du 22 septembre 1914, c'est un quotidien du soir. Au début de 1943, à la suite des bombardements sur Lorient pendant la Seconde Guerre mondiale, le journal et son imprimerie commerciale se replient sur Vannes. Le commandement allemand, rattaché à la Propagandastaffel d'Angers, oblige la société Boisard et l'imprimerie Lafolye-Lamarzelle à laisser au « Nouvelliste » l'essentiel de leurs locaux et de leurs matériels.
Le dernier numéro paraît en août 1944, il est daté du 5. C'est ce jour-là que l'inspecteur Chauchix, chef du service des Renseignements généraux, notifie au directeur technique la réquisition du journal. Un quotidien créé par des Résistants le remplace, il a pour titre « Le Morbihan Libéré » qui devient rapidement "La Liberté du Morbihan".